# Syneora emmelodes
Syneora emmelodes är en fjärilsart som beskrevs av Turner 1904. Syneora emmelodes ingår i släktet Syneora och familjen mätare. Inga underarter finns listade i Catalogue of Life.